# Dorte Mandrup
Dorte Mandrup-Poulsen (født 28. juli 1961) er en dansk arkitekt. Hun er indehaver af arkitektfirmaet Dorte Mandrup A/S, der pt. har cirka 75 ansatte og står bag adskillige prisbelønnede bygninger. Arkitektfirmaet har base på Vesterbro i København.
Dorte Mandrups arkitektur er kendetegnet ved at være konceptuelt stærkt og idérigt på form og materialer, men også ved hendes analytiske tilgang til komplekse problemstillinger.[kilde mangler]
Dorte Mandrup står blandt andet bag det prisbelønnede Vadehavscenter ved Jyllands vestkyst, Isfjordscenteret ved det UNESCO-beskyttede område ved Ilulissat på Grønlands vestkyst og det kommende Eksilmuseum i Berlin ved ruinen af Anhalter Bahnhof
I 2017 skabte Dorte Mandrup international debat med sin artikel ”I am not a female architect. I am an architect” i Dezeen, hvor hun gjorde op med kønsroller inden for arkitekturens verden.[kilde mangler]
Dorte Mandrup er bestyrelsesmedlem af Louisiana Museum of Modern Art og udvalgt medlem af Det Særlige Bygningssyn i lov om “Bygningsfredning og bevaring af bygninger og bymiljøer” under Kulturministeriet.

## Biografi
Dorte Mandrup er uddannet ved Arkitektskolen Aarhus i 1991. Fra 1981-82 studerede hun skulptur og keramik ved G.S.C Art Department i USA og i 1989 på grafisk linje ved Kunsthåndværkerskolen, Kolding.
Efter afgang som arkitekt i 1991 arbejdede hun hos Henning Larsen, hvorefter hun i 1995 etablerede tegnestue sammen med Niels Fuglsang og i 1999 egen tegnestue, Dorte Mandrup Arkitekter.
Dorte Mandrup er datter af civilingeniør Rolf Mandrup-Poulsen (1929-2011) og Hanne Windfeld-Hansen (født 1929, datter af Erik Windfeld-Hansen). Hun er således barnebarn af arkitekten Ove Mandrup-Poulsen og oldebarn af arkitekten Christian Mandrup-Poulsen og desuden oldebarn af forfatten Louis Levy.
Dorte Mandrup modtog i 2001 Træprisen, i 2004 Eckersberg Medaillen, i 2007 Nykredits Arkitekturpris og i 2008 C.F. Hansen Medaillen.

## Udvalgte værker
- Tårnby Retsbygning, Tårnby (1998-2000, sammen med Niels Fuglsang)
- Kvarterhuset, idræts- og kulturhus, København (2000-2001)
- Vandflyverhangar H53, København (2000-2001)
- Daginstitutionen Akvariet, København (2004)
- Daginstitutionen Vokseværket, København (2005)
- Jægersborg Vandtårn, Jægersborg (2005-2006)
- Idræts- og Kulturhuset Prismen, København (2006)
- Munkegårdsskolen, Gentofte (2007-2009)
- Læsely, Asserbo (2008)
- Sct. Nicolai Kulturcenter, Kolding (2008)
- Lange Eng, Herstedlund (2009)
- Bordings Friskole, København (2009)
- Herstedlund Fælleshus, Albertslund (2009)
- Råå Forskola, Råå (2013)
- Børnekulturhus Amager, København (2013)
- Valencia, København (2014)
- Aurehøj Musikbygning, Gentofte (2014)
- Malmö Live (sv), Malmö (2015)
- IKEA Hubhult, Malmö (2015)
- Salling Tårnet, Aarhus Havn (2015)
- Sundbyøsterhal II, København (2015)
- Vadehavscentret, Ribe (2017)
- Kangiata Illorsua, Ilulissat (2021)[4]
- Center for Sundhed (2025)

## Udstillinger
- Hjem til fremtiden, Dansk Arkitektur Center (1999)
- BOX 2.0, udstilling i Galleri BOX 2.0 (2002)
- Mare Balticum, særudstilling på Nationalmuseet (2002)
- Living 2006+ Ringsted Kaserne, Byggeudstilling (2006)
- Barndommens Museum, Kvindemuseet, Aarhus (2006)
- Living – Arkitekturens Grænser – Louisiana (2011)
- Conditions - La Biennale di Venizia (2018)
- Umistelige Landskaber - Dansk Arkitektur Center (2019)
- PLACE - AEDES Architecture Forum (2022)
- PLACE - Le Bicolore Maison du Danemark (2022)
- PLACE - Liljevalchs Konsthall (2023)
- PLACE - AIT ArchitekturSalon (2024